# Shane Kelly
Shane Kelly (Ararat, Victòria, 7 de gener de 1972) va ser un ciclista australià, que es va especialitzar amb el ciclisme en pista, i concretament en la prova del quilòmetre contrarellotge.
Del seu palmarès destaquen les tres medalles olímpiques. També ha guanyat catorze medalles als Campionats del Món de Ciclisme en pista, quatre d'elles d'or.

## Palmarès
- 1991
  -  Campió d'Austràlia en Quilòmetre
- 1992
  -  Medalla de plata als Jocs Olímpics de Barcelona en Quilòmetre
- 1994
  - Medalla d'or als Jocs de la Commonwealth en Quilòmetre
- 1995
  -  Campió del món de Quilòmetre
  -  Campió d'Austràlia en Quilòmetre
- 1996
  -  Campió del món de Quilòmetre
  -  Campió del món de Velocitat per equips (amb Darryn Hill i Gary Neiwand)
  -  Campió d'Austràlia en Quilòmetre
  -  Campió d'Austràlia en Velocitat per equips
- 1997
  -  Campió del món de Quilòmetre
- 1998
  - Medalla d'or als Jocs de la Commonwealth en Quilòmetre
- 1999
  -  Campió d'Austràlia en Keirin
- 2000
  -  Medalla de bronze als Jocs Olímpics de Sydney en Quilòmetre
- 2003
  -  Campió d'Austràlia en Quilòmetre
- 2004
  -  Medalla de bronze als Jocs Olímpics d'Atenes en Keirin
  - Campió d'Oceania en Quilòmetre
  - Campió d'Oceania en Keirin
  - Campió d'Oceania en Velocitat per equips 1 (amb Ryan Bayley i Paul Bayly)
  - Campió d'Oceania en Velocitat per equips 2 (amb Ben Kersten i Jason Niblett)
  -  Campió d'Austràlia en Quilòmetre
- 2005
  -  Campió d'Austràlia en Velocitat per equips
- 2007
  - Campió d'Oceania en Keirin
- 2008
  -  Campió d'Austràlia en Velocitat per equips

### Resultats a laCopa del Món
- 2003
  - 1r a Sydney, en Quilòmetre
- 2004
  - 1r a Manchester, en Keirin
- 2005-2006
  - 1r a Los Angeles, en Keirin
- 2007-2008
  - 1r a Sydney, en Velocitat per equips